# Tommy Shannon
Tommy Shannon (né le 18 avril 1946) est un bassiste américain connu pour avoir été membre du groupe de blues rock Double Trouble de Stevie Ray Vaughan et avoir joué avec Johnny Winter (de 1970 à 1980).

## Jeunesse

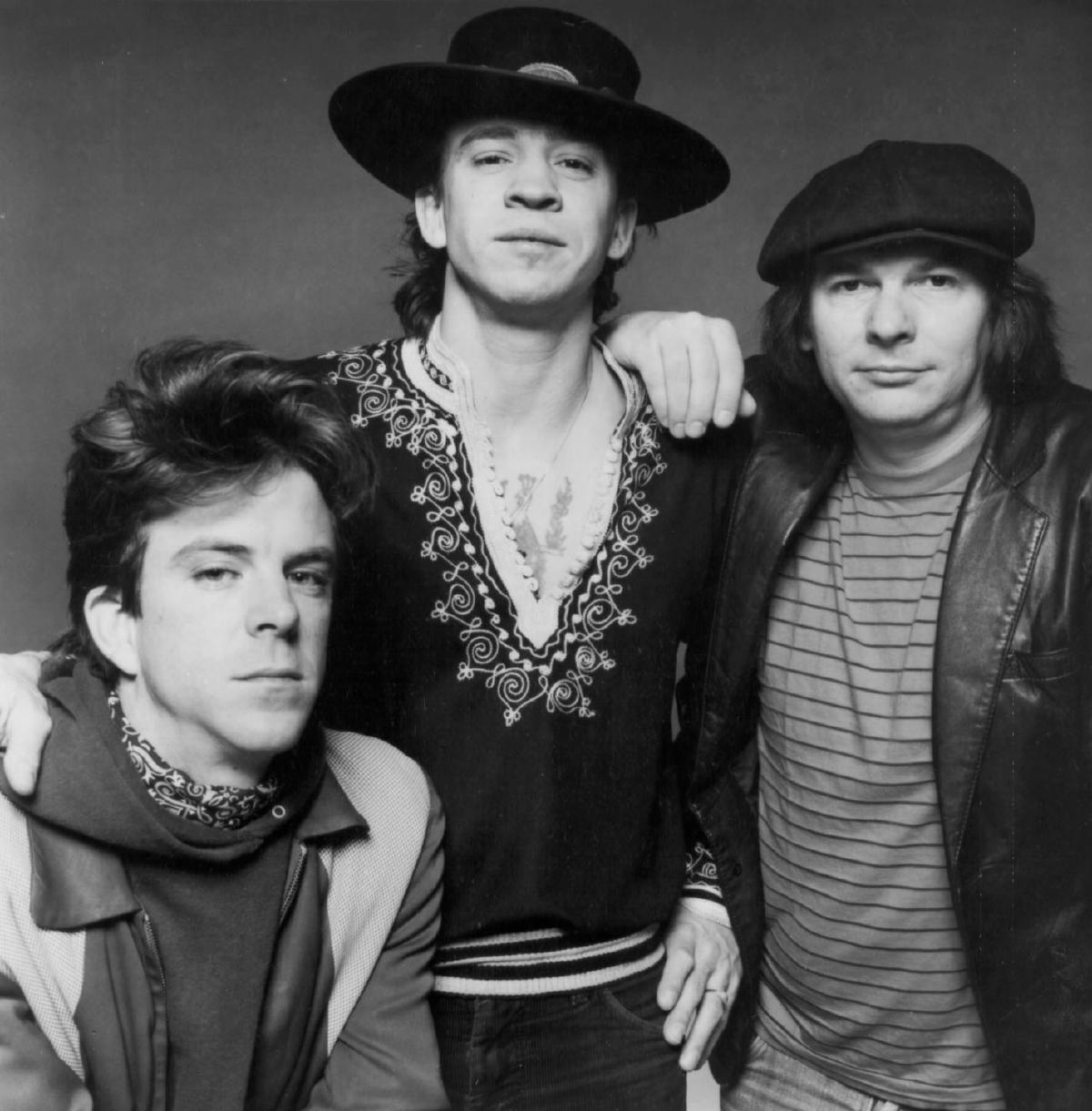
Chris Layton Stevie Ray Vaughan et Tommy Shannon en 1983 (photo de Don Hunstein)

Tommy Shannon naît à Tucson dans l'Arizona et déménage au Texas Panhandle à l'âge de neuf ans. Il grandit principalement à Dumas (Texas), au nord d'Amarillo située le long de la Highway 287. Vers l'âge de treize ans, il rejoint en tant que guitariste son premier groupe, The Avengers, dont les autres membres sont Tim Easley (chant), Jim Love (guitare) et David Davis (batterie).
Au lycée, il est dans le groupe Ekos. Juste après le lycée, en 1966, il déménage à Dallas et rejoint un groupe de reprises de soul, d'abord nommé The New Breed  puis The Young Lads. Il enregistre deux 45 tours avec ce groupe, qui comprend Tim Easly au chant et Uncle John Turner à la batterie.

## Récompenses
Il est introduit au Rock and Roll Hall of Fame en tant que membre de Double Trouble en 2015.